# Niewikla
Niewikla – wieś sołecka w Polsce położona w województwie mazowieckim, w powiecie płońskim, w gminie Sochocin.
| SIMC    | Nazwa            | Rodzaj    |
| ------- | ---------------- | --------- |
| 0125894 | Niewikla-Folwark | część wsi |

W latach 1975–1998 miejscowość administracyjnie należała do województwa ciechanowskiego.